# 友人キャラは大変ですか?
『友人キャラは大変ですか？』（ゆうじんキャラはたいへんですか？）は、伊達康による日本のライトノベル。イラストは紅緒が担当している。ガガガ文庫（小学館）より2016年12月から2020年11月まで刊行された。「次のヒット作はこれだ！ 新作ラノベ総選挙2017」（ブックウォーカー）では6位を獲得している。
横山コウヂの作画によるコミカライズが、『MAGCOMI』（マッグガーデン）にて2019年11月から2022年11月まで連載された。

## 登場人物
小林一郎（こばやし いちろう）
本作の主人公。中肉中背でルックスも平均以下。幼少期から主人公を支える友人キャラに憧れており、高校生までに様々な人物を主人公に見立て、プロデュースしてきた。その副産物として様々な技能を習得しており、スペックも高く、コミュニケーション能力と身体能力が特に高い。普段は龍牙のクールキャラに合わせて馬鹿でスケベなキャラを演じており、友人キャラの役作りの一環で学校の美少女リストを作り、それを龍牙に教えることを日課としていたが、そこまで学校の女子のプロフィールに興味があるわけでもなく、間違いなく美女でありスタイルも抜群の呪理に夜這いをかけられても、物語を十八禁にするつもりはないと拒むほどの精神力がある。また、様々な少女からアプローチをかけられても、物語を優先して、流されることはなかった。実は龍牙達が戦っている『奈落の使徒』の親玉である【魔神】の一人、トウテツの器であり、その事を知ってからしばらくして、一時ラスボスキャラを演じたこともあった。また、使徒の幹部である『奈落の三姫』を作中の夏から居候させている。両親が骨董品を売る仕事で主に海外におり、滅多に帰ってこない。友人キャラを自称するものの、最強クラスの力を持っていたり、様々な能力に秀でていたり、お人好しであったり、色々な女の子から好かれるなど、主人公のような出来事を巻き起こし、その事について悩んでいる。友人キャラであるという目的を達成するためとはいえ、常に誰かのために動いている。
著者の伊達康は小林を「勝手に世界を「物語」として捉え、展開によっては自分が死ぬことすら厭わない明らかに何かが壊れた人物」だと表現しており、伊達自身は友達にしたくないタイプだという。キャラクターデザインに関しては「中肉中背」「髪型は普通」「顔つき凡庸」「特徴のない無個性なビジュアル」とイラスト担当の紅緒に依頼している。
火乃森龍牙（ひのもり りゅうが）
本作のヒロインの一人。小林一郎が友人キャラとして支える主人公キャラ【黄龍】という守護神を身体に宿している。女性であり、それなりにスタイルも良いが、代々【黄龍】を受け継ぐ火乃森家の、【黄龍】は男しか継がず、女しか生まれなかった場合、長女が男として育てられるという掟のため、普段は男装をしており、胸にはサラシを巻いている。しかし、その抑圧からコスプレ趣味がある。気さくに接してくれる一郎に対し恋心が芽生えており、女であるとばれた際に疑似恋人関係になるように求め、コスプレショーを自宅で行い、アプローチをかけている。火乃森杏花という妹がいる。
雪宮汐莉（ゆきみや しおり）
本作のヒロインの一人。『奈落の使徒』と戦う一族、雪宮家の長女であり、その身体に【白虎】という神獣を宿しており、生命に活力を与え、治癒ができ、その応用で身体能力を強化したり、植物に活力を与え、敵を拘束することができる。非常に裕福な家庭であり、敷地の中で区分けされているほどである。料理が好きだが、とても下手でサンドイッチすらまともに作れず、一郎から惨怒溢血と呼ばれる物になっている。一郎に相談に乗ってもらった際、その助言に感銘を受け、それ以降専属アドバイザーになってもらっている。家でセバスチャンという名前の専属執事を雇っており、幼稚園の時からの付き合い。また物語中盤で『奈落の使徒』の親玉である【魔神】の一人、トウコツの器であることが判明する。
蒼ヶ崎怜（あおがさき れい）
本作のヒロインの一人。身体に【青龍】を宿し、棒状の物に真空を纏わせることができる。真空刃を飛ばすといった応用も可能。また、能力の特性上戦闘の際は『御神木刀』という特別な木刀を用いる。学校では基本的にクールビューティーなキャラで、主に女子から人気があるが、実はとても流行に敏感でオシャレ好きな、いわゆるミーハー。学校では周囲から作られたイメージを気にして、極力そういう自分を見せないようにしている。一度外出した際にオシャレをしている姿を一郎に目撃され、その時の一郎との雑談から彼のファッションセンスが優れていることを確信し、専属コーディネーターになってもらっている。一郎にファッションショー等に付き合ってもらっていくうちに、彼へ恋心が芽生え始める。
エルミーラ・マッカートニー
本作のヒロインの一人。赤い髪をしているが地毛。吸血鬼であり、その身に【朱雀】を宿している。炎を生み出して操る能力を持っているが、その能力の発動のために、自らの血液を消費するため、定期的に他人から吸血する必要がある。しかし、能力を使わなければ通常の食事で充分な栄養が摂れるため、生きるために必須という訳ではない。また、血には人によって味やエネルギー変換効率に違いがあるらしく、一郎や龍牙といった能力者や人外の血のほうが良い。一度血液不足で、死弩羅という使徒に追い詰められた際に一郎の血を吸い龍牙の血より美味しかったことから皆に内緒で一郎に自分の専属ドナーになってもらっている。作中の秋より、使徒と親戚の吸血鬼のハーフの赤子を匿っており、その時に一郎に助けられ、しばらく同棲して以降、彼に恋心を抱き、魅怨の料理欲しさもあり、小林家を度々訪れるようになった。その為か小林家には彼女専用の湯呑みがある。BL小説が好きないわゆる腐女子で龍牙と一郎をモデルにした恋愛小説を書いており、ネットに公開して、書籍化のオファーを受けた。
魅怨（ミオン）
本作のヒロインの一人。使徒の幹部ユニット『奈落の三姫』の一人であり、次女的な存在。『嵐将』という異名がある。三姫の中で最もしっかりしており、料理を筆頭に家事全般がとても上手。シラサギ型の使徒であり、人間体では女子高生のような見た目のサイドテールの少女。実際に制服を着用しており、これはこの姿であれば人間の男にご飯を食べさせてもらえるため。使徒の形態では両腕が翼に変わり全身から羽毛が生え、飛行することも出来る。異名が示す通り、風を操る能力を有し、爆発的な旋風を巻き起こしたり、真空波を放つこともできる。小林家の家計全般を任されており、家に住む全員のおこづかいも決めている。蒼ヶ崎怜とは同系統の能力を使うこともあって、ライバル関係であり、水着勝負等をしたことがある。現在はトウテツ及び一郎の部下という立ち位置であるが、ほとんど形骸化している。一郎が自分が何者か分からずに使徒を探していた時に初めて出会い、その時に彼を慰めて膝枕までしている。同棲を続けるうちに一郎への恋心が芽生え、胃袋を掴んで彼と付き合おうとしている。初めて一郎に会った時に膝枕をして以降、一郎は彼女の膝を気にいっており、よく膝枕で耳かきをしてあげている。最終的には、一郎の母親の颯燬に正妻にしてもらうことを認めてもらっている。また、自分だけ使徒であり非常に寿命が長く、一郎もとある要因から不老の可能性があるため一夫多妻について肯定的であるが、一郎が一緒にいるときに他の女性のことを考えていたら制裁を加えようとした。
呪理（ジュリ）
本作のヒロインの一人。『奈落の三姫』の一人で長女的な存在。キングコブラ型の使徒で、催眠能力を持つ。そのため、『幻将』という異名がある。その催眠は非常に強力で、同格の屡贄を完全に術中にはめるほど。また本人が言うには脂ぎったメタボ中年には倍以上の効果を発揮するらしい。人間体の見た目はブロンドの長髪で女優のように綺麗で巨乳でありIカップ、本編終了間近にはJカップに近くなってきた。このような見た目からお色気担当であり、本人も積極的に努めている。しばしば一郎の部屋に夜這いに来て、一郎と逆野球拳をしている。なお、魅怨が自身と同じように一郎に夜這いを仕掛けようとし断念した際は、彼女のことを腰抜け白鷺などと呼び馬鹿にしていた。ふざけているようだが、責任感が強く責務に忠実である。居候に甘んじる訳にはいかないと、生活費を稼ぐために一郎たちの学校で養護教諭をやっている。それは学校関係者を暗示にかけて就職したのであって必要な資格は特に持っていない。また、学校では蛇塚アイと名乗っている。ただ職務をしっかりこなし、生徒たちの様々な相談に乗ってくれることとその美貌から、いつも保健室の前には行列ができている。雪宮汐莉とは反りが合わない。過去に異界で屡贄と自らの軍を挙げての大抗争となり、それ以降屡贄とずっと仲間が悪い。
忌綺（キキ）
本作のヒロインの一人。『奈落の三姫』の一人。三女的な存在。エゾオオカミ型の使徒。『暴将』という異名があり、特に特殊能力があるわけではないが、凄まじい瞬発力を発揮することができ、同格の鰉亜相手に、不意討ちとはいえ完勝した。眠りを妨げられるのを何より嫌い、彼女の睡眠を妨害して半殺しにされた使徒は異界ても三十人は軽く超えるらしい。現に一郎とトウテツが夜に喧嘩した時も、怪獣ソフビで二人をぶん殴って気絶させていた。人間体では4歳から5歳くらいの幼女の外見をしており、居候したばかりの時に一郎に買ってもらった怪獣ソフビをポシェットにいれていつも持ち歩いている。お気に入りの怪獣は地底怪獣事がベルベロンであり何かとベルベロンのソフビが登場する。ほうれん草が苦手だったり、一人で風呂に入れないなど、見た目相応な所もある。居候を始めた当初は、感情表現をあまりしなかったが、時が経つにつれ、感情を表に出すようになり、よく笑うようになった。

## 制作背景
著者・伊達康は本作の着想の源について、脇役視点の舞台裏のような物語が書けないかと考えたことだとしている。本作は著者曰く「メタっぽい」作品だったことから、企画として通らないのではと考えていたものの結果的に世に出すことができ、感慨深いと述べている。

## 既刊一覧

### 小説
- 伊達康（著）・紅緒（イラスト）、小学館〈ガガガ文庫〉、全11巻
  - 『友人キャラは大変ですか』2016年12月20日発売[7]、978-4-09-451651-7
  - 『友人キャラは大変ですか？ 2』2017年4月18日発売[8]、978-4-09-451675-3
  - 『友人キャラは大変ですか？ 3』2017年8月18日発売[9]、978-4-09-451696-8
  - 『友人キャラは大変ですか？ 4』2018年1月18日発売[10]、978-4-09-451717-0
  - 『友人キャラは大変ですか？ 5』2018年6月19日発売[11]、978-4-09-451740-8
  - 『友人キャラは大変ですか？ 6』2018年11月20日発売[12]、978-4-09-451763-7
  - 『友人キャラは大変ですか？ オフコース』2019年2月19日発売[13]、978-4-09-451775-0
  - 『友人キャラは大変ですか？ 7』2019年6月18日発売[14]、978-4-09-451795-8
  - 『友人キャラは大変ですか？ 8』2019年11月19日発売[15]、978-4-09-451821-4
  - 『友人キャラは大変ですか？ 9』2020年5月19日発売[16]、978-4-09-451849-8
  - 『友人キャラは大変ですか？ 10』2020年11月18日発売[17]、978-4-09-451870-2

### 漫画
- 伊達康（原作）・紅緒（キャラクター原案）。横山コウヂ（作画） 『友人キャラは大変ですか？』 マッグガーデン〈ブレイドコミックス〉、全4巻
  1. 2020年6月25日初版発行（6月10日発売[18][19]）、ISBN 978-4-8000-0981-4
  2. 2021年3月25日初版発行（3月10日発売[20]）、ISBN 978-4-8000-1060-5
  3. 2023年1月25日初版発行（1月10日発売[21]）、ISBN 978-4-8000-1286-9
  4. 2023年1月25日初版発行（1月10日発売[22]）、ISBN 978-4-8000-1287-6

## オーディオブック
ガガガ文庫と声優事務所の81プロデュースが組んでオーディオブックを提供していくこととなり、2019年4月12日より行われる初回配信タイトルに第1巻が含まれた。2022年6月20日には第2巻が配信されている。
キャスト
- 朗読＋小林一郎 - 白石兼斗
- 火乃森龍牙 - 青山玲菜
- 蒼ヶ崎怜＋火乃森杏花 - 宮原颯希
- 雪宮汐莉＋魅怨 - ほなみ
- エルミーラ＝マッカートニー - 渡辺けあき
- 東條達也
- 呪理ほか - 神本綾華
- 忌綺ほか - 留冬藍名
- コントンほか - 森田了介